# Плавання на літніх Олімпійських іграх 2024 — 1500 метрів вільним стилем (жінки)
Змагання з плавання на 1500 метрів вільним стилем серед жінок на літніх Олімпійських іграх 2024 відбудуться 30 і 31 липня на Арені Дефанс.

## Рекорди
Перед цими змаганнями чинні світовий та олімпійський рекорди були такі:
| Світовий рекорд     | Кейті Ледекі (USA) | 15:20.48 | Індіанаполіс, США | 16 травня 2018 | [ 2 ] |
| Олімпійський рекорд | Кейті Ледекі (USA) | 15:37.34 | Токіо, Японія     | 27 липня 2021  | [ 3 ] |

## Розклад
Вказано центральноєвропейський час (UTC+1)
| Дата   | Час   | Раунд             |
| ------ | ----- | ----------------- |
| 30 лип | 11:44 | Попередні запливи |
| 31 лип | 9:04  | Фінал             |

## Результати

### Попередні запливи
Змагання складаються з двох раундів: попередні запливи та фінал. Плавчині, що показали 8 найкращих результатів у півфіналах незалежно від запливу, виходять до фіналу. 
| Місце | Заплив | Доріжка | Плавець                | Країна              | Час      | Нотатки |
| ----- | ------ | ------- | ---------------------- | ------------------- | -------- | ------- |
| 1     | 3      | 4       | Кейті Ледекі           | США (USA)           | 15:47.43 | Q       |
| 2     | 2      | 4       | Сімона Квадарелла      | Італія (ITA)        | 15:51.19 | Q       |
| 3     | 2      | 5       | Анастасія Кирпичникова | Франція (FRA)       | 15:52.46 | Q       |
| 4     | 2      | 3       | Ізабель Марі Ґозе      | Німеччина (GER)     | 15:53.27 | Q       |
| 5     | 2      | 6       | Моеша Джонсон          | Австралія (AUS)     | 16:04.02 | Q       |
| 6     | 3      | 5       | Лі Бінцзє              | Китай (CHN)         | 16:05.26 | Q       |
| 7     | 3      | 2       | Беатріс Дізотті        | Бразилія (BRA)      | 16:05.40 | Q       |
| 8     | 3      | 1       | Леоні Мартенс          | Німеччина (GER)     | 16:08.69 | Q       |
| 9     | 1      | 5       | Ган Чінґ Хві           | Сінгапур (SIN)      | 16:10.13 | R       |
| 10    | 3      | 6       | Кейті Ґраймс           | США (USA)           | 16:12.11 | R       |
| 11    | 2      | 1       | Джиневра Таддеуччі     | Італія (ITA)        | 16:12.45 |         |
| 12    | 2      | 7       | Їв Томас               | Нова Зеландія (NZL) | 16:13.74 |         |
| 13    | 2      | 2       | Ґао Вейчжун            | Китай (CHN)         | 16:27.11 |         |
| 14    | 1      | 4       | Крістел Кобріх         | Чилі (CHI)          | 16:27.18 |         |
| 15    | 3      | 7       | Вів'єн Якль            | Угорщина (HUN)      | 16:31.25 |         |
| 16    | 1      | 3       | Саша Гатт              | Мальта (MLT)        | 17:00.54 |         |
|       | 3      | 3       | Лані Паллістер         | Австралія (AUS)     | DNS      |         |

### Фінал
| Місце | Доріжка | Ім'я                   | Країна          | Час      | Нотатки |
| ----- | ------- | ---------------------- | --------------- | -------- | ------- |
| 1     | 4       | Кейті Ледекі           | США (USA)       | 15:30.02 | OR      |
| 2     | 3       | Анастасія Кирпичникова | Франція (FRA)   | 15:40.35 |         |
| 3     | 6       | Ізабель Марі Ґозе      | Німеччина (GER) | 15:41.16 | NR      |
| 4     | 5       | Сімона Квадарелла      | Італія (ITA)    | 15:44.05 |         |
| 5     | 7       | Лі Бінцзє              | Китай (CHN)     | 16:01.03 |         |
| 6     | 2       | Моеша Джонсон          | Австралія (AUS) | 16:02.70 |         |
| 7     | 1       | Беатріс Дізотті        | Бразилія (BRA)  | 16:02.86 |         |
| 8     | 8       | Леоні Мартенс          | Німеччина (GER) | 16:12.57 |         |